# Antimon
Antimon (chemická značka Sb, latinsky stibium) je polokovový prvek, lidstvu je znám již od starověku. Slouží jako součást různých slitin, používá se ve výrobě elektronických prvků, barviv a keramických materiálů.

## Značka a název
Antimon je na první pohled odlišný od většiny ostatních prvků, a to proto, že se jeho chemická značka (Sb) a latinský název (stibium) vůbec neshodují s jeho běžným názvem (antimon či antimonium).
Chemická značka Sb je starší, pochází ze starověkého Řecka, konkrétně ze slova „stibi“, česky „značka“, anglicky „mark“, a to proto, že se ve starověkém Řecku antimon používal jako oční líčení. Název antimon se zřejmě objevil až ve středověku, a nejčastější vysvětlení je, že jde o spojení řeckých slov „anti“ a „mono“, tedy v překladu „ne sám“ nebo „ne jeden“, jelikož se antimon ve valné většině případů vyskytuje ve sloučeninách, nikoli sám.[zdroj?]

## Základní fyzikálně-chemické vlastnosti
Antimon je stříbrolesklý kovový až polokovový prvek, známý již od starověku. Ve sloučeninách se vyskytuje v mocenstvích Sb3−, Sb3+, Sb4+ a Sb5+.
Antimon stojí v elektrochemické řadě napětí kovů až za vodíkem a proto se rozpouští pouze působením silných minerálních oxidačních kyselin, vůči kterým není antimon příliš odolný. Velmi rychle se také rozpouští v kyselině chlorovodíkové za přítomnosti i malého množství oxidačních činidel (např. HNO3, H2O2). Ochotně reaguje s halogeny a sulfanem. Za tepla se slučuje se sírou, fosforem, arsenem a dalšími prvky. Při zahřívání s oxidačními činidly (např. dusičnany, chlorečnany) práškový antimon vybuchuje za vzniku solí kyseliny antimoničné.
Kovový antimon se vyskytuje v několika alotropních modifikacích: modrobílý kovový antimon a nestálé nekovové formy žlutého a černého antimonu.
- Kovový neboli šedý antimon je středně tvrdý a velmi křehký. Na vzduchu je za normálních teplot neomezeně stálý, za zvýšené teploty reaguje s kyslíkem za vzniku oxidu antimonitého Sb2O3.
- Žlutý antimon lze získat zaváděním kyslíku do kapalného antimonovodíku při −90 °C a odpovídá modifikacím žlutého arsenu a bílého fosforu . Nad −80 °C černá a přechází na modifikaci černého antimonu.
- Černý antimon vzniká buď ze žlutého nebo působením vzduchu na kapalný antimonovodík při teplotách vyšších než −80 °C. Černý antimon je reaktivnější než kovový. Za obyčejné teploty se vzduchem oxiduje a může se dokonce vznítit.[zdroj?] Pokud je zahřátý za nepřístupu vzduchu, přechází na kovovou modifikaci.

## Výskyt

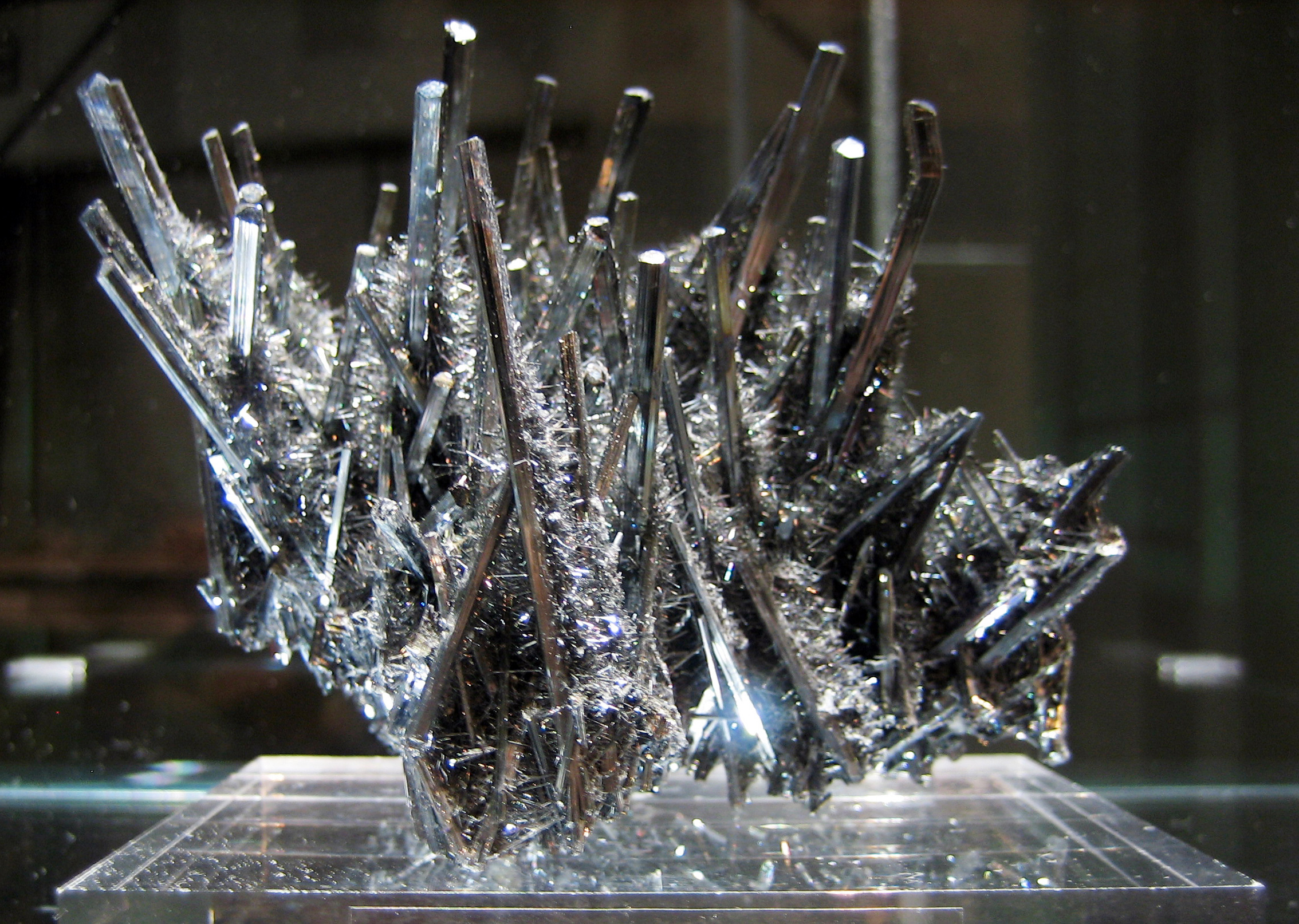
Antimonit

Antimon je v zemské kůře poměrně vzácným prvkem. Průměrný obsah činí pouze 0,2–1 ppm (mg/kg). V mořské vodě činí jeho koncentrace pouze 0,3 μg/l. Předpokládá se, že ve vesmíru připadá na jeden atom antimonu přibližně 300 miliard atomů vodíku.
Hlavní rudou antimonu je antimonit, chemicky sulfid antimonitý Sb2S3. Dalšími minerály antimonu jsou ullmannit o složení NiSbS, breithauptit NiSb, dyskrazit Ag3Sb, pyrargyrit Ag3SbS3, boulangerit 5PbS·2Sb2S3, jamesonit 2PbS·Sb2S3 a například stefanit 5Ag2S·Sb2S3. Vzácně se v přírodě lze setkat i s elementárním, kovovým antimonem. Obvykle je také přítomen jako příměs v rudách stříbra, mědi a olova.
Největší známé zásoby antimonu na světě jsou v současnosti v Tádžikistánu.

## Výroba
- Průmyslově se antimon vyrábí pražně-redukčním pochodem svých sulfidických rud za přístupu vzduchu za vzniku oxidů, které se dále redukují žárově uhlím (koksem).

Sb2S3 + 5 O2 → Sb2O4 + 3 SO2
Sb2O4 + 4 C → 2 Sb + 4 CO
- Další možný způsob výroby antimonu je srážecí pochod, kdy spolu reaguje antimonit a železo. Tento způsob lze použít pouze v případě, že antimonit neobsahuje velké množství hlušiny.

Sb2S3 + 3 Fe → 2 Sb + 3 FeS
- Velmi čistý antimon lze získat z roztoků nebo tavenin elektrolyticky.

## Využití
Významné uplatnění nalézá antimon jako složka různých slitin. Obvykle v nich však tvoří pouze malou část, která pouze zlepšuje vlastnosti základní slitiny – např. zvýšení mechanické pevnosti a odolnosti proti chemickým vlivům. Další významné použití je využití sulfidu antimoničného při výrobě kaučuku.

### Slitiny antimonu

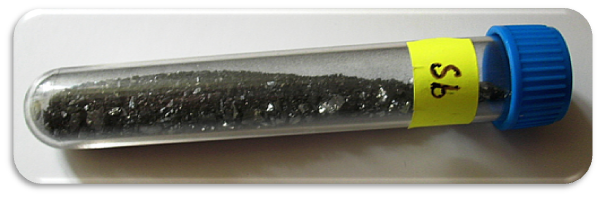
Lahvička s černým alotropem antimonu

Nové typy olověných akumulátorů jsou často vyráběny ze slitin olova s jinými kovy. Například výroba kladných desek ze slitiny olova, antimonu a selenu značně prodlužuje životnost akumulátoru v důsledku vyšší mechanické pevnosti této slitiny.
Významný je podíl antimonu při výrobě pájek na bázi olova a cínu. Přídavky antimonu, kadmia a stříbra získávají tyto pájky lepší vodivost, zvyšuje se pevnost sváru, i když za cenu zvýšení bodu tání slitiny.
Slitina o přibližném složení 75 % olova, 15 % cínu a 10 % antimonu – liteřina byla po dlouhá léta základním materiálem pro výrobu tiskařských liter – forem sazby tisku. Tuto slitinu vytvořil v 15. století proslulý zlatník Johannes Gutenberg, vynálezce knihtisku a výrobce světoznámé Gutenbergovy bible.
Ložiskový kov obsahuje cín, olovo, měď a antimon. Rozlišují se dva typy ložiskových kovů – bílé a červené. Bílé obsahují 80–90 % cínu, 7–20 % antimonu a několik procent mědi. Červené obsahují 75–90 % mědi, 10 % cínu a menší množství zinku, olova a antimonu. Vyznačují se především vysokou odolností proti otěru, i když jsou poměrně měkké – slouží pro výrobu kluzných ložisek pro automobilový průmysl a další aplikace.
Známá soška filmového Oscara je od roku 1930 vyráběna ze slitiny cínu, mědi a antimonu, pokrytá vrstvou niklu, stříbra a konečně čistého 24karátového zlata.
Vzácně je antimon legován do dentálních slitin používaných v zubním lékařství. Hlavními kovy dentálních slitin s obsahem antimonu jsou palladium a stříbro.

### Elektronika
Přídavkem určitého množství atomů antimonu do krystalu superčistého křemíku vznikne polovodič typu N, jedna z komponent pro výrobu základních součástí současné elektroniky – diod a tranzistorů.
Optické disky (CD, DVD, Blu-ray) s možností vícenásobného zápisu používají pro záznam dat vrstvy nejčastěji na bázi slitin germanium-antimon-tellur nebo stříbro-indium-antimon-tellur. Záznam spočívá ve změně struktury materiálu z krystalické do amorfní formy, přičemž obě formy mají významně odlišné optické vlastnosti. Zahřeje-li se hmota laserem nad určitou teplotu (teplota krystalizace) a poté ochladí, získává krystalickou strukturu. Je-li však zahřáta nad teplotu tání a poté prudce ochlazena, přechází do amorfního (tedy neuspořádaného) stavu.

## Sloučeniny

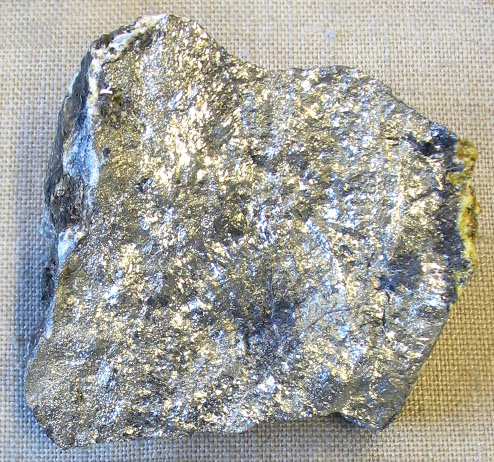
Kovový antimon

### Antimonovodík
S vodíkem vytváří antimon plynný antimonovodík neboli stiban SbH3. Je to zapáchající, bezbarvý a snadno zápalný plyn. Vzniká působením vodíku ve stavu zrodu na rozpustné sloučeniny antimonu. Hořením stibanu vzniká oxid antimonitý Sb2O3.

### Sulfidy
Sulfidy antimonu jsou ve vodě nerozpustné sloučeniny.
- Sulfid antimonitý Sb2S3 je po vysrážení ze studeného roztoku oranžovočervený, po vysrážení z teplejších roztoků nebo při zahřívání oranžovočerveného sulfidu, přechází na šedočernou modifikaci. Sulfid antimonitý je jednou ze sloučenin používaných při výrobě zápalek a je základní rudou používanou k výrobě antimonu.
- Sulfid antimoničný Sb2S5 je oranžový prášek, který se používá k vulkanizaci kaučuku.

### Halogenidy
Všechny halogenidy lze (až na chlorid antimoničitý SbCl4) připravit přímým sloučením prvků. Halogenidy antimonu snadno hydrolyzují i vzdušnou vlhkostí, nejstálejší z nich jsou fluoridy.
- Fluorid antimonitý SbF3 je bezbarvá krystalická látka, snadno se rozplývající na vzduchu. Tvoří podvojné soli s chloridy a sírany alkalických kovů.
- Fluorid antimoničný SbF5 je bezbarvá olejovitá kapalina. Snadno tvoří podvojné soli a adiční sloučeniny.
- Chlorid antimonitý SbCl3 je měkká, bezbarvá, na vzduchu dýmající látka. Používá se k moření kovů a v medicíně pro leptání. Snadno tvoří adiční sloučeniny a některé podvojné soli.
- Chlorid antimoničitý SbCl4 je tmavohnědá kapalina, kterou nelze připravit v čistém stavu, ale pouze v rovnováze s chloridem antimonitým a antimoničným. Chlorid antimoničitý tvoří komplexní soli.
- Chlorid antimoničný SbCl5 je nažloutlá olejovitá kapalina. Nalézá uplatnění především v organické syntéze, kde se používá jako chlorační činidlo.
- Bromid antimonitý SbBr3 je bezbarvá krystalická látka. Snadno tvoří podvojné sloučeniny.
- Bromid antimoničný SbBr5 neexistuje volný a je znám pouze v podobě svých podvojných sloučenin.
- Jodid antimonitý SbI3 je rubínově červená krystalická látka, snadno tvořící adiční sloučeniny s jodem.
- Jodid antimoničný SbI5 je temně hnědá látka.

### Oxidy
Oxidy antimonu slouží při přípravě různých barevných pigmentů a barvení keramiky.
- Oxid antimonitý Sb2O3 popř. Sb4O6 je bílá práškovitá látka, která při větším zahřívání přechází v žlutou modifikaci a při ochlazení zpět v bílou modifikaci. Oxid antimonitý je amfoterní.
- Oxid antimoničitý Sb2O4 lépe oxid antimonito-antimoničný je bílý prášek. Vzniká při zahřívání oxidu antimonitého nebo antimoničitého na vzduchu při teplotě 800–900 °C.
- Oxid antimoničný Sb2O5 je nažloutlý prášek. Získává se oxidací oxidu antimoničitého.

### Antimonité soli
- Vinan antimonylo-draselný byl znám již ve středověku K2[Sb2(C4H2O6)2]·3H2O (dříve domnívané struktury: K[C4H2O6Sb(OH2)].½H2O nebo K[C4H4O6(SbO)].½H2O) jako dávivý kámen neboli tartarus emeticus. Tato sloučenina je dobře rozpustná ve vodě a po požití vyvolává zvracení. Je stejně jako všechny rozpustné soli antimonu jedovatý.
- Síran antimonitý Sb2(SO4)3 je bezbarvá krystalická látka. Získává se rozpouštěním antimonu, oxidu antimonitého nebo sulfidu antimonitého v horké koncentrované kyselině sírové.
- Dusičnan antimonitý Sb(NO3)3 je bílá krystalická látka. Vzniká reakcí oxidu antimonitého s dýmavou kyselinou dusičnou.